# Municipal Building (Hartford, Connecticut)
El edificio Municipal de Hartford, también conocido como Ayuntamiento de Hartford, es una estructura histórica de Bellas Artes ubicada en 550 Main Street en Hartford, Connecticut. Terminado en 1915, es un destacado ejemplo local de arquitectura Beaux-Arts y es el tercer edificio que sirve como ayuntamiento. Fue agregado al Registro Nacional de Lugares Históricos en 1981.

## Descripción e historia
El primer ayuntamiento de Hartford fue un edificio del Renacimiento griego, erigido en 1827 y ubicado en la esquina de las calles Market y Kingsley. En 1897, las oficinas de la ciudad se trasladaron a la Old State House de 1796, que el estado había puesto a disposición después de la construcción del actual Capitolio del Estado de Connecticut. Pronto se consideró que era demasiado pequeño y el edificio actual se completó en 1915 después de un concurso de diseño. Davis & Brooks, los arquitectos ganadores, eran arquitectos locales que recientemente habían diseñado una adición a la escuela secundaria. Compartieron el honor con Palmer & Hornbostel de Nueva York y Pittsburgh, quienes se asociaron en el diseño, aunque el proyecto fue ejecutado solo por Davis & Brooks. El terreno para el edificio fue donado por J. Pierpont Morgan, quien buscó un uso adecuado para la parcela adyacente a un ala que había donado recientemente al Wadsworth Atheneum.
El edificio municipal está ubicado al sur del distrito comercial central del centro de Hartford y limita al oeste, sur y este con las calles Main, Arch y Prospect. Está separado del Wadsworth Atheneum por el Burr Memorial Mall, una antigua calzada convertida en plaza peatonal. La estructura es de ladrillo revestido con granito blanco Bethel, techo de cobre y tejas y puertas de bronce. Tiene un atrio central de tres pisos que mide 25 pies (7,6 m) de ancho y 150 pies (45,7 m) de largo, decorado con paneles que representan la historia de la ciudad de Hartford. El sótano tiene una amplia bóveda de azulejos Guastavino.